# Reserva provincial Virá-Pitá

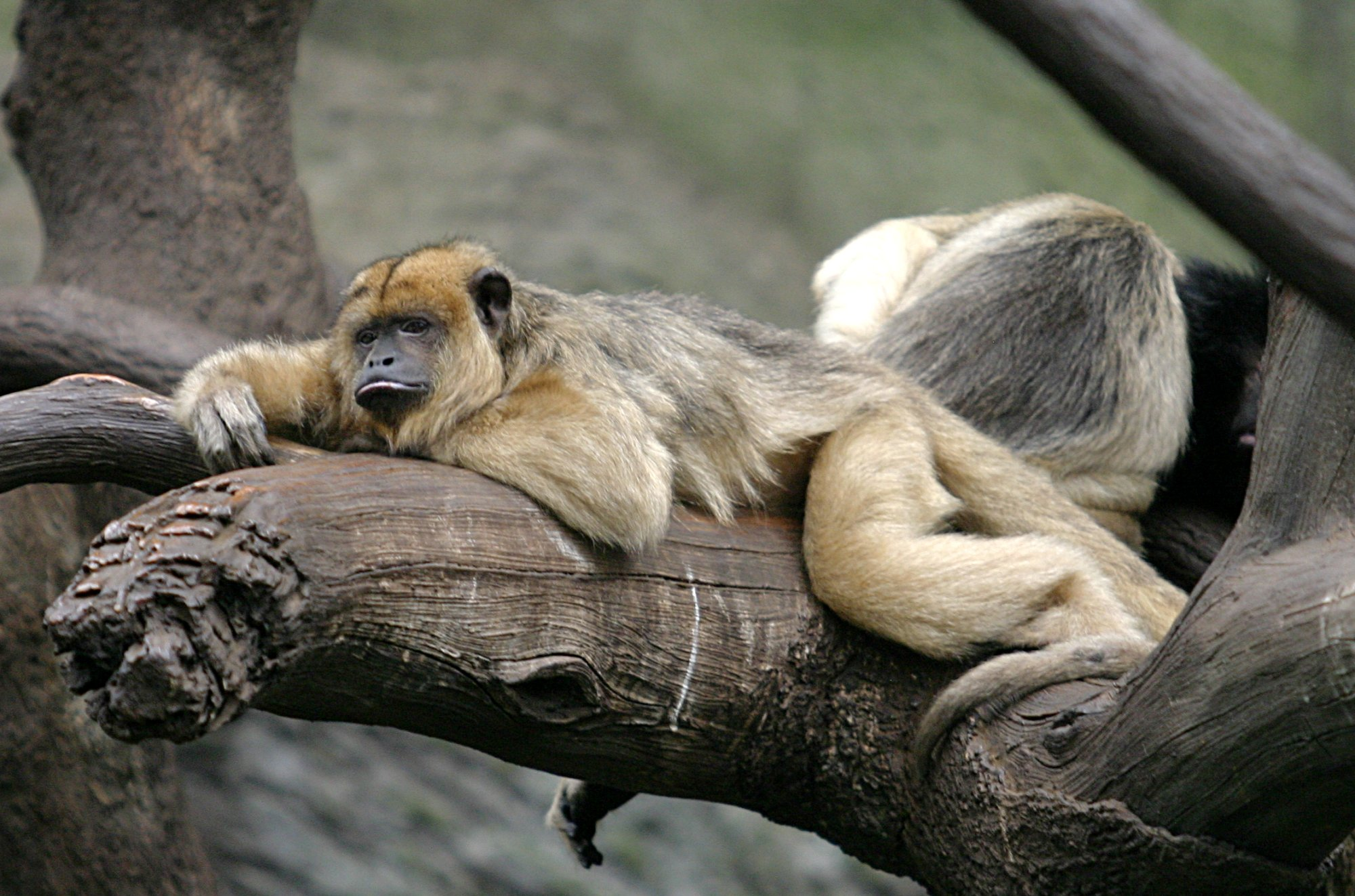
Mono carayá o "aullador" (Alouatta caraya).

La Reserva Provincial Virá Pitá es un área protegida que abarca una superficie de 615 ha. situada en el departamento General Obligado, en la provincia de Santa Fe, Argentina, en torno aproximadamente a la posición 29°11′S 59°33′O / -29.183, -59.550.

## Características generales
El área protegida fue creada mediante el decreto provincial n.º 8230 del año 1963, norma que fue modificada en el año 1976 por el decreto provincial 4269 e incluida en el Sistema Provincial de Áreas Naturales Protegidas mediante la ley n.º 12175 del año 2003, con la categoría de Reserva Natural Estricta.
La reserva abarca un grupo de pequeñas islas ubicadas entre los brazos occidentales del río Paraná, en cercanías del puerto Reconquista, punto desde el cual se accede a la reserva mediante embarcaciones de pequeño porte.
Las 615 ha. de su superficie están incluidas dentro de Jaaukanigás, la gran extensión de casi 500 000 ha. del sitio RAMSAR santafesino.
El objetivo de creación fue determinar un área en la cual quedara formalmente protegida una población de mono carayá o aullador (Alouatta caraya).
La reserva no dispone de infraestructura adecuada ni se desarrollan en ella acciones de monitoreo y control, por lo tanto persisten las amenazas y los riesgos propios de la acción humana no supervisada. 

En la práctica, Virá Pitá es una de las llamadas "reservas de papel", dado que carece de protección real y solo existe en los documentos oficiales.

## Ambiente
El ambiente de la reserva es el típico del valle de inundación del río Paraná, donde la dinámica del río con sus periódicas crecientes y bajantes determina la topografía, la flora y la fauna.
El sistema de islas está caracterizado por cierta imprecisión en los límites costeros de los islotes, espacios de acumulación de los sedimentos arrastrados por las aguas, bosquecillos en los espacios cercanos a las costas y bañados deprimidos en el interior, con vegetación palustre o de humedal. La fauna es característica de este ambiente, con importante presencia de aves.

## Flora
Sobre las costas están cubiertas de bosquecillos alternados de timbó (Enterolobium contortisiliquum), laurel amarillo (Nectandra falcifolia) y "sangre de dragón" (Croton urucurana), entre los que se encuentran varias especies de trepadoras y epífitas. En los espacios con presencia constante de agua se forman cañaverales de picanilla (Guadua paraguayana).

## Fauna

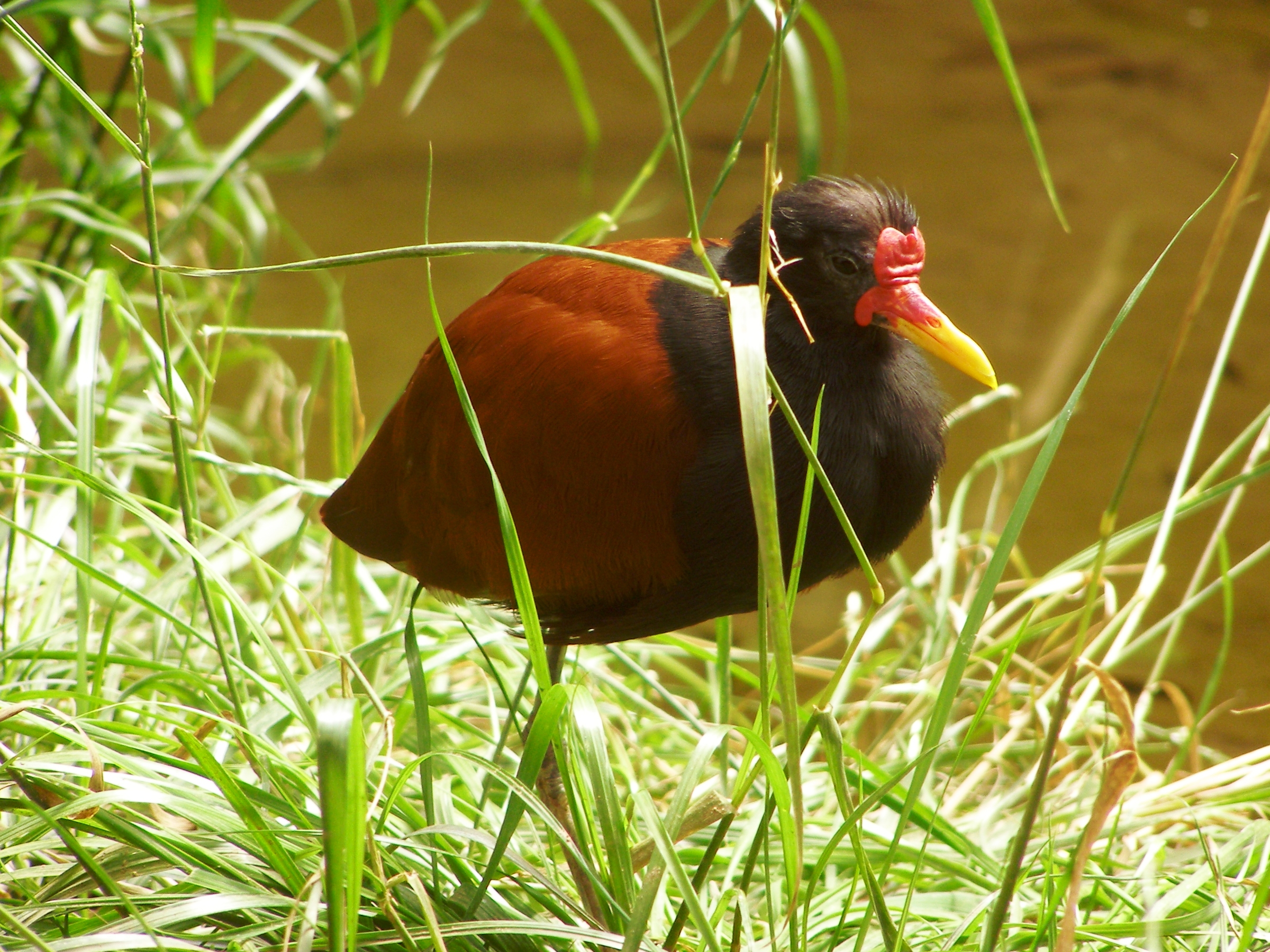
Jacana (Jacana jacana).

La fauna representativa es la típica de ambiente acuático. Se encuentran carpinchos (Hydrochaeris hydrochaeris), coipos (Myocastor coypus) y lobitos de río (Lontra longicaudis). En la reserva se encuentra una población importante de mono carayá (Alouatta caraya).

La riqueza ictícoa incluye el surubí (Pseudoplatystoma coruscans), el manguruyú (Zungaro zungaro), el patí (Luciopimelodus pati) y el dorado (Salminus brasiliensis), entre otros.
La zona es especialmente significativa por la presencia de aves. En la zona de puerto Reconquista -inmediata a la reserva- se han registrado 34 especies entre las que se encuentran el biguá (Phalacrocorax brasilianus), la garza bruja (Nycticorax nycticorax), el caracolero (Rostrhamus sociabilis), el carancho (Caracara plancus), la jacana (Jacana jacana), el pirincho (Guira guira), el carpintero bataraz chico (Veniliornis mixtus), el suirirí real (Tyrannus melancholicus), el juan chiviro (Cyclarhis gujanensis), la tacuarita azul (Polioptila dumicola), el cardenal común (Paroaria coronata) y el pepitero de collar (Saltator aurantiirostris).

La riqueza ornitológica incluye poblaciones destacables de aninga (Anhinga anhinga), chiricote (Aramides cajanea), boyero de alas amarillas (Cacicus chrysopterus) y cardenilla (Paroaria capitata).